# Eschscholzia hypecoides
Eschscholzia hypecoides là một loài thực vật có hoa trong họ Anh túc. Loài này được Benth. mô tả khoa học đầu tiên năm 1835.